# Dom Dwyer
Dominic James Dwyer (* 30. Juli 1990 in Cuckfield, England, Vereinigtes Königreich) ist ein englisch-US-amerikanischer Fußballspieler, der seit Januar 2021 vereinslos ist.

## Karriere

### Jugend und College
Dwyer spielte in der Jugend von Norwich City und FC King’s Lynn. Von 2006 bis 2008 besuchte er das College of West Anglia in King’s Lynn. Während dieser Zeit brach er seinen rechten Fuß dreimal in Folge, so dass ihm attestiert wurde, das er niemals Profifußballer werden könnte. Mit diesem Hintergrund gab ihm der ehemalige FC Chelsea Spieler Joe McLaughlin, der als Scout für die Organisation Soccer Icon USA arbeitete, die Chance mit einem Sportstipendium in den USA zu studieren. Dwyer akzeptierte das Angebot und erhielt ein vollbezahltes Studium, da er zu diesem Zeitpunkt die Vorstellung einer Profikarriere im Fußball aufgegeben hatte.
2009 zog er in die USA und besuchte das Tyler Junior College in Tyler, Texas. Mit der Schulmannschaft gewann er zwei nationale Meisterschaften und wurde zum besten Junior College-Spieler in den USA ernannt, nachdem er 2010 37 Tore in einer Saison erzielte. 2011 wechselte er an die University of South Florida und spielte dort College Soccer.

### Sporting Kansas City
Trotz aller früheren Aussagen seiner Ärzte, wurde er am 12. Januar 2012 von Sporting Kansas City im MLS SuperDraft 2012 ausgewählt. Somit begann seine Karriere als Profifußballer. Sein Debüt gab Dwyer am 29. Mai 2012 im Pokalspiel gegen Orlando City. Nach der Saison 2012, in der er ein Spiel in der Regular Season und eins in den Play-offs absolvierte, wurde er an Orlando City in die USL Pro für die Saison 2013 ausgeliehen. Dort erzielte er in 13 Spielen 15 Tore und wurde am 27. Juni 2013 von Sporting wieder zurückgeholt. Am 3. August 2013 erzielte der Stürmer sein erstes Tor in der MLS. Seitdem spielte er regelmäßiger. Am 23. November 2013 erzielte Dwyer das Siegtor im Spiel gegen Houston Dynamo, somit konnte Sporting Kansas City das Eastern-Conference-Finale gewinnen und zog in das Spiel um den MLS Cup ein. Am 6. Dezember 2013 gewann das Team das Finale gegen Real Salt Lake City mit 7:6 im Elfmeterschießen.
Im Lamar Hunt U.S. Open Cup 2015, welchen Sporting Kansas City zum dritten Mal gewann, wurde Dwyer mit fünf Toren zusammen mit Teamkollege Krisztián Németh Torschützenkönig.

### Orlando City
Im Juli 2017 wechselte Dwyer zu Orlando City.

### Weitere Stationen
Nachdem er von Januar bis Mai 2021 ohne Klub war, wechselte er dann zum Toronto FC und von hier Anfang 2022 weiter zum FC Dallas. Nach nur einem Monat folgte aber schon sein nächster Wechsel zu Atlanta United.